# Franz Mach (Theologe)

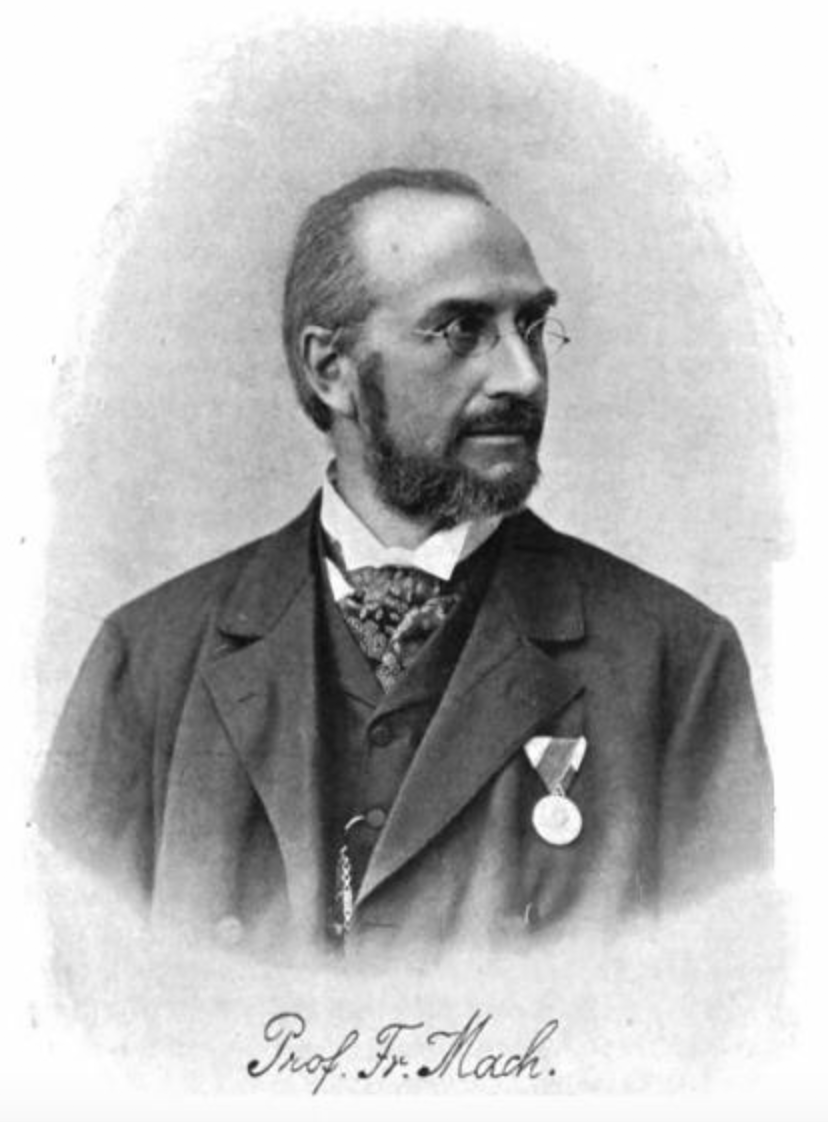
Franz Mach

Franz Mach (* 26. Oktober 1845 in Deutsch Horschowitz bei Jechnitz; † 21. Februar 1917 in Tetschen) war ein böhmisch-österreichischer Schriftsteller, Philosoph und Synodalrat der altkatholischen Kirche in Österreich.

## Leben
Mach wurde 1845 in Deutsch Horschowitz als Sohn des Wirtschaftsbesitzers Josef Mach und dessen Ehefrau Franziska geb. Hauptmann geboren. Von 1851 bis 1857 besuchte er die Volksschule in Golleschau und Dekau. Nach zweijähriger Schulzeit auf einer Piaristen-Schule in Prag durfte er auf das Gymnasium in Saaz, wo er am 26. Juni 1866 mit Auszeichnung maturierte. Auf Wunsch des Vaters studierte er an der Karls-Universität in Prag katholische Theologie und wurde am 23. Juli 1870 in Leitmeritz zum Priester geweiht. 
In Komotau übernahm er als Kaplan die seelsorgerische Tätigkeit, wandte sich aber 1873 dem Lehrberuf zu. Nach Bestehen der Befähigungsprüfung für das Lehramt trat Mach seine erste Lehrstelle an. In Saaz unterrichtete er katholische Religion am dortigen Gymnasium und führte den Titel k.k. Gymnasialprofessor. In der Folgezeit verfasste er einige Schriften und Bücher über Religion, Dogmatik und Liturgie. Außerdem veröffentlichte er mehrere Schulbücher für das Fach Religion. Nach gesundheitlichen Schwierigkeiten trat er 1899 in den bleibenden Ruhestand über. 
Infolge seiner jahrelangen Recherche zu seinem späteren Buch Das Religions- und Weltproblem hatte er sich auch mit der altkatholischen und der evangelischen Kirche auseinandergesetzt. Durch die in Böhmen wachsende Anhängerschaft der Los-von-Rom-Bewegung bestärkt, trat Mach am 25. April 1901 zur deutschen altkatholischen Volkskirche über und ließ sich in einem kleinen Haus in Tetschen nieder. Im selben Jahr veröffentlichte er sein Hauptwerk. Bei der 1902 in Warnsdorf abgehaltenen XXI. Synode der altkatholischen Kirche wurde er zum Synodalrat ernannt. 1904 erfolgte seine Ernennung zum stellvertretenden Vorsitzenden der kirchlichen Behörde. Sein Grab befindet sich auf dem Friedhof Olšany.

## Werke (Auswahl)
- 1882: Bilder aus der Leidensgeschichte Christi (1892 ins Russische übersetzt)
- 1887: Die Willensfreiheit des Menschen
- 1898: Offenbarungsgeschichte des alten Bundes
- 1900: Offenbarungsgeschichte des neuen Bundes
- 1901: Das Religions- und Weltproblem
- 1902: Leitfaden zur Geschichte der christlichen Lehre
- 1902: Die Religion der Zukunft